# Episodi di Servant (terza stagione)
La terza stagione della serie televisiva Servant, composta da dieci episodi, è stata distribuita dal 21 gennaio al 25 marzo 2022 sulla piattaforma di video on demand Apple TV+, in tutti i paesi in cui il servizio è disponibile.
| nº | Titolo originale | Titolo italiano | Pubblicazione    |
| -- | ---------------- | --------------- | ---------------- |
| 1  | Donkey           | Asino           | 21 gennaio 2022  |
| 2  | Hive             | Alveare         | 28 gennaio 2022  |
| 3  | Hair             | Capelli         | 4 febbraio 2022  |
| 4  | Ring             | Anello          | 11 febbraio 2022 |
| 5  | Tiger            | Tigre           | 18 febbraio 2022 |
| 6  | Fish             | Pesce           | 25 febbraio 2022 |
| 7  | Camp             | Campo           | 4 marzo 2022     |
| 8  | Donut            | Ciambella       | 11 marzo 2022    |
| 9  | Commitment       | Impegno         | 18 marzo 2022    |
| 10 | Mama             | Mamma           | 25 marzo 2022    |

## Asino
- Titolo originale: Donkey
- Diretto da: M. Night Shyamalan
- Scritto da: Ryan Scott

## Alveare
- Titolo originale: Hive
- Diretto da: Ishana Night Shyamalan
- Scritto da: Ishana Night Shyamalan

## Capelli
- Titolo originale: Hair
- Diretto da: Carlo Mirabella-Davis
- Scritto da: Alyssa Clark

## Anello
- Titolo originale: Ring
- Diretto da: Dylan Holmes Williams
- Scritto da: Laura Marks

## Tigre
- Titolo originale: Tiger
- Diretto da: Logan George e Celine Held
- Scritto da: Henry Chaisson

## Pesce
- Titolo originale: Fish
- Diretto da: Kitty Green
- Scritto da: Amy Louise Johnson

## Campo
- Titolo originale: Camp
- Diretto da: Logan George e Celine Held
- Scritto da: Kara Lee Corthron

## Ciambella
- Titolo originale: Donut
- Diretto da: Dylan Holmes Williams
- Scritto da: Alyssa Clark

## Impegno
- Titolo originale: Commitment
- Diretto da: Veronika Franz e Severin Fiala
- Scritto da: Laura Marks e C. Henry Chaisson

## Mamma
- Titolo originale: Mama
- Diretto da: Ishana Night Shyamalan
- Scritto da: Ryan Scott